# Nick Jonas (album)
Nick Jonas az amerikai énekes második, saját magáról elnevezett stúdióalbuma, amely 2014. november 10-én jelent meg az Island Records kiadásában. Az albumon olyan előadók vendégeskednek, mint Angel Haze, Demi Lovato és Mike Posner. Az album összességében pozitív kritikákat kapott és Amerikában sikerült felkerülnie a lemezeladási lista első 10 helyezése közé. Mexikóban, Kanadában és az Egyesült Királyságban a top 20, míg Ausztráliában és Új-Zélandon a top 40 közé került. Az albumot újra kiadták egy évvel később, 2015. november 20-án Nick Jonas X2 néven; ez a változat 3 új dalt és 4 remixet tartalmazott.

## Háttér és munkálatok
Egy Rolling Stone magazinnak adott interjúban Jonas az nyilatkozta, hogy amikor Demi Lovato The Neon Lights Tour koncertturnéja elindul, akkor figyelmét a közelgő szólókarrierje felé fordítja. "Néhány anyag már csak a kiadásra vár. Rengeteg ötlet van még a tarsolyomban és várom, hogy végre megoszthassak néhány hírt a zenémmel és terveimmel kapcsolatban. Még semmi se biztos, de elkezdtem dolgozni a dalokon és most a darabok összeállítása zajlik."
"Nagyon szerettem volna egy olyan albumot összerakni, ami teljesen más, mint amit eddig csináltam, de mégis úgy, hogy közben hű maradjak a rám hatással lévő előadókhoz, mint Stevie Wonder, Prince vagy a Bee Gees" nyilatkozta a Time magazinnak. "A jelenlegi előadók közül pedig The Weeknd és Frank Ocean vannak nagy hatással rám. Az egész R&B és pop stílusok hangulata... Nagyon hamar világossá vált, hogy ez utam. Biztos vagyok abban, amit csinálni akarok", mondta Jonas az új lemezről.
2014. október 10-én bejelentették, hogy miután Jonas kreatív munkatársa és zenei rendezője is volt Demi Lovato The Neon Lights Tour koncertturnéjának, az albumon helyet kap egy duett, ami a Rocktábor sztárjával készült. "Ez egy nagyszerű szám, amit mindketten szeretünk. Demi hangja fantasztikus, ő egy igazi tehetség. Tökéletesen passzol az albumhoz", mondta Jonas. 2014. szeptember 5-én hozták nyilvánosságra az album megjelenési idejét, valamint az azt kísérő koncertturné részleteit.
Jonas 2015-ben az Entertainment Weekly magazinban kilátásba helyezte, hogy az albumot újra kiadnák, pár új dal kíséretében. Mint mondta, "Úgy érzem a következő lépés, hogy csokorba gyűjtsek még néhány dalt és talán újra kiadjuk az albumot. [...] Úgy gondolom van még üres hely ezen a lemezen."

## Kislemezek
A Chains volt az első kislemez a Nick Jonas albumról, amely 2014. július 24-én jelent meg. A dalt Jason Evigan írta, szövegét Ammar Malik és Daniel Parker jegyzi. A dal a US Pop Digital Songs slágerlista 31. helyéig jutott. A dalhoz tartozó videóklip (amit Ryan Pallotta rendezett) egy héttel később, 2014. július 30-án jelent meg. A kislemezt 2015 januárjában újra kiadták, akkor a Billboard Hot 100-as lista 13-ig helyén végzett. A kislemezt az Egyesült Királyságban 2015. június 21-én adták ki.
Második kislemezként a Jealous jelent meg 2014. szeptember 7-én. A dalt Jonas, Simon Wilcox és Nolan Lambroza írta. Megjelenés előtt 2 nappal egy 30 másodperces ízelítőt raktak fel az internetre. Később Jonas bejelentette, hogy akik előrendelték albumát, azok a koncertturnéjára szóló jegyekhez előzetesen hozzájuthatnak, valamint megkapják a Jealous kislemezt digitális formában. A dal a Billboard Hot 100 lista 7-ig helyéig jutott, ezzel Amerikában Jonas legsikeresebb slágerlistás dala, 2016 augusztusáig bezárólag. A dal videóklipje 2016. szeptember 16-án jelent meg, rendezője Peter Tunney; a klipben Jonas akkori barátnője, a modell Olivia Culpo is szerepel. A dal az Egyesült Királyságban csak 2015. április 5-én jelent meg és brit kislemez eladási lista 2. helyén végzett.
Az album 2015-ös újrakiadását egy új kislemez kísérte. A Levels, amely egyike a 3 új dalnak, 2015. augusztus 21-én jelent meg. Videóklipje 2015. augusztus 30-án került fel a YouTube videómegosztó oldalra.
Pár nappal később, Jonas egy új dalt töltött fel SoundCloud oldalára Area Code címmel. A dal később promóciós kislemeze lett az újra kiadott albumnak, a hozzá tartozó videóklip 2015. október 9-én jelent meg.

## Megjelenés és fogadtatás
Az album bejelentését követően Jonas több televíziós és rádiós műsorban szerepelt; többek közt a US Open női döntőjében is fellépett. Az album további reklámozása érdekében a Numb című dal, amelyen közreműködik Angel Haze, 2014. október 7-én promóciós kislemezként is megjelent. Ezt még 2 további dal is követte, 1-1 hét különbséggel: először a Teacher, majd a Wilderness jelent meg ilyen formában, közvetlen az album piacra dobása előtt. Mindeközben Jonas belefogott az albumot promotáló koncertturnéjába, ami Nick Jonas Live Tour néven Seattleben kezdődött 2014. szeptember 22-én.
A Nick Jonas nagylemez összességében pozitív visszajelzéseket kapott a zenei kritikusoktól. S. Thomas Erlewine az AllMusic munkatársa megjegyezte: "A lemez akkor szól a legjobban, amikor Jonas őszintén játszik, amikor teljes mértékben hagyatkozik a benne lévő örök Prince és Steve Wonder ideológiákhoz, ami nem csak egy széles spektrumot nyit meg előtte, amin dolgozhat, hanem segít neki megfelelően kifejezni a zenei tehetségét".

## Kereskedelmi teljesítmény
A lemez 6. helyen nyitott a Billboard 200-as listán. Az első héten 37 000 példányt adtak el az Egyesült Államokban. 2016. májusáig 225 000 darabot adtak el belőle Amerikában.

## Tracklista
| Nick Jonas - eredeti verzió | Nick Jonas - eredeti verzió       | Nick Jonas - eredeti verzió                                          | Nick Jonas - eredeti verzió | Nick Jonas - eredeti verzió | Nick Jonas - eredeti verzió | Nick Jonas - eredeti verzió | Nick Jonas - eredeti verzió | Nick Jonas - eredeti verzió | Nick Jonas - eredeti verzió |
| #                           | Cím                               | Szerző(k)                                                            | Producer                    | Hossz                       |                             |                             |                             |                             |                             |
| --------------------------- | --------------------------------- | -------------------------------------------------------------------- | --------------------------- | --------------------------- | --------------------------- | --------------------------- | --------------------------- | --------------------------- | --------------------------- |
| 1.                          | Chains                            | Jason Evigan, Ammar Malik és Daniel Parker                           | Jason Evigan és Nick Jonas  | 3:23                        |                             |                             |                             |                             |                             |
| 2.                          | Jealous                           | Jonas, Simon Wilcox és Nolan Lambroza                                | Sir Nolan                   | 3:43                        |                             |                             |                             |                             |                             |
| 3.                          | Teacher                           | Evigan, Malik és Parker                                              | Evigan és Jonas             | 3:19                        |                             |                             |                             |                             |                             |
| 4.                          | Warning                           | Sebastian Kornelius Gautier Teigen, Bjørn Pedersen és Joseph Gil     | Coucheron                   | 3:16                        |                             |                             |                             |                             |                             |
| 5.                          | Wilderness                        | Ian Kirkpatrick, Sam Martin és Sean Douglas                          | Kirkpatrick                 | 3:47                        |                             |                             |                             |                             |                             |
| 6.                          | Numb (featuring Angel Haze)       | Jonas, Nick Monson, blackbear, Mike Posner és Raykeea Wilson         | Monson                      | 3:58                        |                             |                             |                             |                             |                             |
| 7.                          | Take Over                         | Jonas, Daniel Omelio és John Ryan                                    | Robopop és Ryan             | 2:40                        |                             |                             |                             |                             |                             |
| 8.                          | Push                              | Jonas, Chase Foster, Daniella Mason, Christopher Young, Paul Shelton | Foster                      | 3:32                        |                             |                             |                             |                             |                             |
| 9.                          | I Want You                        | Taio Cruz, Erik Hassle és Nick Ruth                                  | Ruth és C. Taylor           | 3:23                        |                             |                             |                             |                             |                             |
| 10.                         | Avalanche (featuring Demi Lovato) | Jonas, T.J. Routon, Joseph Kirkland, Jason Dean és Michel Heyaca     | Heyaca                      | 3:17                        |                             |                             |                             |                             |                             |
| 11.                         | Nothing Would Be Better           | Jonas, Kirkpatrick és Douglas                                        | Kirkpatrick                 | 4:34                        |                             |                             |                             |                             |                             |
| 38:52                       |                                   |                                                                      |                             |                             |                             |                             |                             |                             |                             |

| Nick Jonas – Deluxe verzió | Nick Jonas – Deluxe verzió     | Nick Jonas – Deluxe verzió | Nick Jonas – Deluxe verzió | Nick Jonas – Deluxe verzió | Nick Jonas – Deluxe verzió | Nick Jonas – Deluxe verzió | Nick Jonas – Deluxe verzió | Nick Jonas – Deluxe verzió | Nick Jonas – Deluxe verzió |
| #                          | Cím                            | Szerző(k)                  | Producer                   | Hossz                      |                            |                            |                            |                            |                            |
| -------------------------- | ------------------------------ | -------------------------- | -------------------------- | -------------------------- | -------------------------- | -------------------------- | -------------------------- | -------------------------- | -------------------------- |
| 12.                        | Chains (Just a Gent Remix)     | Evigan, Malik és Parker    | Evigan                     | 3:53                       |                            |                            |                            |                            |                            |
| 13.                        | Santa Barbara                  | Jonas és Shelton           | Jonas                      | 3:40                       |                            |                            |                            |                            |                            |
| 14.                        | Closer (featuring Mike Posner) | Jonas, Posner és Monson    | Monson                     | 3:49                       |                            |                            |                            |                            |                            |
| 50:14                      |                                |                            |                            |                            |                            |                            |                            |                            |                            |

| Nick Jonas X2 | Nick Jonas X2                              | Nick Jonas X2                                                                            | Nick Jonas X2                                   | Nick Jonas X2 | Nick Jonas X2 | Nick Jonas X2 | Nick Jonas X2 | Nick Jonas X2 | Nick Jonas X2 |
| #             | Cím                                        | Szerző(k)                                                                                | Producer                                        | Hossz         |               |               |               |               |               |
| ------------- | ------------------------------------------ | ---------------------------------------------------------------------------------------- | ----------------------------------------------- | ------------- | ------------- | ------------- | ------------- | ------------- | ------------- |
| 15.           | Levels                                     | Douglas, Talay Riley Kirkpatrick, Marcus Lomax, Stefan Johnson, Jordan Johnson és Martin | Kirkpatrick és a The Monsters and the Strangerz | 2:47          |               |               |               |               |               |
| 16.           | Area Code                                  | Jonas, Kirkpatrick, Julia Michaels, Lambroza, Douglas és Wilcox                          |                                                 | 2:41          |               |               |               |               |               |
| 17.           | Chains (Remix) (featuring Jhené Aiko)      | Aiko, Evigan, Malik, Parker, Brian Warfield, Mac Robinson                                | Evigan és Jonas                                 | 3:23          |               |               |               |               |               |
| 18.           | Jealous (Remix) (featuring Tinashe)        | Jonas, Tinashe, Lambroza és Wilcox                                                       | Sir Nolan                                       | 3:41          |               |               |               |               |               |
| 19.           | Good Thing (Sage the Gemini és Nick Jonas) | Dominic Wynn Woods, Ilya Salmanzadeh, Savan Kotecha és Peter Svensson                    | Ilya                                            | 3:47          |               |               |               |               |               |
| 20.           | Teacher (Young Bombs Remix Radio Edit)     | Evigan, Malik és Parker                                                                  |                                                 | 3:35          |               |               |               |               |               |
| 21.           | Levels (Alex Ghenea Radio Edit)            | Douglas, Riley, Kirkpatrick, Lomax, S. Johnson, J. Johnson és Martin                     |                                                 | 3:14          |               |               |               |               |               |
| 73:22         |                                            |                                                                                          |                                                 |               |               |               |               |               |               |

## Slágerlisták

### Heti listák
| Lista (2014-15)                             | Csúcs pozíció |
| ------------------------------------------- | ------------- |
| Ausztrália (ARIA Top 50 Albums)             | 40            |
| Belgium (Ultratop Vallónia)                 | 192           |
| Kanadai Albumeladási lista (Billboard)      | 13            |
| Írország (IRMA)                             | 57            |
| Mexikói Albumeladási lista (AMPROFON)       | 18            |
| Új-Zéland (Recorded Music NZ Top 40 Albums) | 35            |
| Egyesült Királyság (UK Albums Chart)        | 16            |
| USA Billboard 200                           | 6             |

### Év végi slágerlisták
| Diagram (2015)      | Pozíció |
| ------------------- | ------- |
| Billboard 200 Album | 41      |

## A kiadás története
| Ország             | Időpont     | Változat           | Forrás | Változat                               | Kiadó  |
| ------------------ | ----------- | ------------------ | ------ | -------------------------------------- | ------ |
| Kanada             | 2014.11.10. | Standard és deluxe | [ 36 ] | CD, digitális letöltés és bakelitlemez | Island |
| Egyesült Államok   | 2014.11.10. | Standard és deluxe | [ 26 ] | CD, digitális letöltés és bakelitlemez | Island |
| Egyesült Királyság | 2015.07.05. | Standard és deluxe | [ 37 ] | CD, digitális letöltés és bakelitlemez | Island |

## Fordítás
- Ez a szócikk részben vagy egészben a Nick Jonas (album) című angol Wikipédia-szócikk fordításán alapul.  Az eredeti cikk szerkesztőit annak laptörténete sorolja fel. Ez a jelzés csupán a megfogalmazás eredetét és a szerzői jogokat jelzi, nem szolgál a cikkben szereplő információk forrásmegjelöléseként.